# UEFA-ina momčad godine
UEFA-ina momčad godine (engl. UEFA Team of the Year) naziv je za UEFA-inu nogometnu nagradu koja predstavlja najbolju europsku nogometnu momčad za tekuću godinu sastavljenu od 11 najboljih europskih nogometaša i jednog trenera prema određenim statističkim kriterijima. Dodjeljuje se od 2001. godine.
Najviše pojavljivanja ima portugalski nogometaš Cristiano Ronaldo, koji je 12 puta bio uvršten u najbolju europsku momčad. Drugi je Argentinac Lionel Messi s devet uvrštavanja. Momčadi s najviše zastupljenih igrača u izborima su španjolski velikani Barcelona (44) i Real Madrid (39), a slijede ih Bayern (20) i Milan (18). Barcelona je 2009. i 2010. imala šest igrača iz svojih redova u izboru.
Od trenera su najzastupljeniji José Mourinho (četiri puta s tri momčadi) i Alex Ferguson. 
Jedini hrvatski nogometaš koji je zastupljen u jednoj od izbora najbolje europske momčadi je Luka Modrić (2016. i 2017.)

## Vanjske poveznice
- Popis najboljih momčadi po godinama na stranicama UEFA-e